# Moustapha Mamy Diaby
Pour les articles homonymes, voir Diaby.
Moustapha Mamy Diaby né en 1971, est un ingénieur et homme politique guinéen. 
Il était ministre des Postes, Télécommunications et de l'Économie numérique de 2016 à 2020,. 
Il était auparavant le directeur général de l'Autorité de régulation des postes et télécommunications (ARPT). 